# Heinrich von Krosigk
Heinrich von Krosigk (* 9. Juli 1700 in Poplitz; † 3. Mai 1746 ebenda), Herr auf Poplitz, Laublingen, Peissen, Leau, Gröna, Großböhla und der Herrschaft Herxen in Holland, war ein herzoglich braunschweig-wolfenbüttelscher Oberhofmarschall und Landdrost.

## Leben
Heinrich von Krosigk stammte aus dem Adelsgeschlecht Krosigk. Er war ein Sohn von Bernhard Friedrich von Krosigk (1656–1714) und dessen Ehefrau Anna Hedwig Sophie von Steinberg (* 6. August 1665 in Bodenburg; † 8. August 1721 in Isenbüttel). Krosigks Geschwister waren Marie Antoinette von Krosigk (* 6. Januar 1696 in Poplitz; † 18. Oktober 1759 in Köthen) und Rudolf August von Krosigk (1700–1739).
Nach dem Tod seines Bruders und dessen Sohnes Bernhard August (* 1735), der schon als Kind starb, übernahm Krosigk, auf Gröna, die Poplitzer Linie seines Vaters. Er heiratete am 25. September 1736 in Schenkenberg Charlotte Elisabeth, geborene von Miltitz (* 24. Oktober 1704 in Schenkenberg; † 21. April 1788 in Bernburg). Aus dieser Ehe gingen hervor:

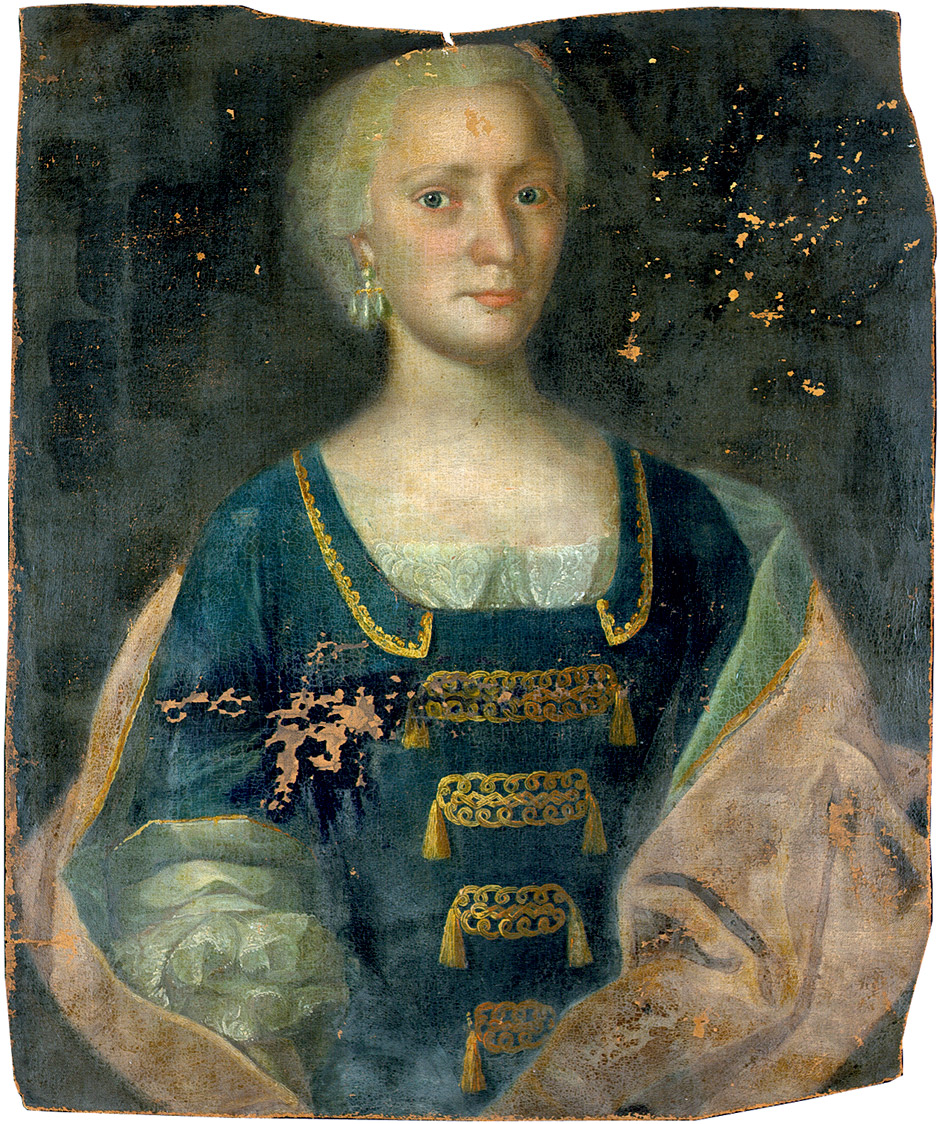
Charlotte Johanna von Holleuffer, geborene von Krosigk

- Charlotte Johanna (1738–1784) ⚭ Karl Friedrich von Holleuffer (1722–1780)[1]
  - Heinrich August von Holleuffer (1762–1844)
- Amalia Sophia (* 1738) ⚭ Konsistorialpräsident von Knuth
- Karl Ludwig Dietrich (1740–1759)
- Ferdinand Anton (1743–1805)
- Anna Friederika (1744–1787) ⚭ Victor von Stedingk (erste Ehefrau)
- Henrietta Freda († 1813) ⚭ Karl Eschwin von Krosigk (1739–1809)
- Louisa Albertina († 1802) ⚭ August Lebrecht von Lochau